# Курамагомедов, Курамагомед Шарипович
Курамагомедов Курамагомед Шарипович (21 марта 1978, с. Ириб, Чародинский район, Дагестанская АССР, РСФСР, СССР) — российский борец вольного стиля, заслуженный мастер спорта (ЗМС), чемпион мира (1997), пятикратный чемпион Европы, шестикратный чемпион России, обладатель кубка мира, пятикратный чемпион гран-при Иван Ярыгин, победитель Всемирных военных игр в Индии 2007 года и чемпион многих международных турниров (США, Иран, Турция, Болгария, Польша и т. д.). Награжден орденом «За заслуги перед Отечеством II степени». Является послом ГТО по Республике Дагестан. Имеет два высших образования. Является директором «ДЮСШ-Энергия» им. Курамагомеда Курамагомедова. Имя Курамагомед происходит от известного дагестанского шейха Магомеда Ярагского, который был известен ещё как Кура-Мухаммад (Мухаммад из Куры).